# Mabuhay
Mabuhay (Bayan ng Mabuhay) är en kommun i Filippinerna. Kommunen ligger på ön Mindanao, och tillhör provinsen Zamboanga Sibugay. Folkmängden uppgår till 25 199 invånare.

## Barangayer
Mabuhay är indelat i 18 barangayer.
| - Abunda - Bagong Silang - Bangkaw-bangkaw - Caliran - Catipan - Kauswagan - Ligaya - Looc-Barlak - Malinao | - Pamansaan - Pinalim (San Roque) - Poblacion - Punawan - Santo Niño (Caliran) - Sawa - Sioton - Taguisian - Tandu-Comot (Katipunan) |